# Chanceaux-sur-Choisille
Chanceaux-sur-Choisille és un municipi francès, situat al departament de l'Indre i Loira i a la regió de Centre – Vall del Loira. L'any 2007 tenia 3.573 habitants.

## Demografia

### Població
El 2007 la població de fet de Chanceaux-sur-Choisille era de 3.573 persones. Hi havia 1.236 famílies, de les quals 168 eren unipersonals (84 homes vivint sols i 84 dones vivint soles), 388 parelles sense fills, 600 parelles amb fills i 80 famílies monoparentals amb fills.
La població ha evolucionat segons el següent gràfic:
Habitants censats

### Habitatges
El 2007 hi havia 1.280 habitatges, 1.247 eren l'habitatge principal de la família, 4 eren segones residències i 29 estaven desocupats. 1.203 eren cases i 71 eren apartaments. Dels 1.247 habitatges principals, 1.002 estaven ocupats pels seus propietaris, 226 estaven llogats i ocupats pels llogaters i 19 estaven cedits a títol gratuït; 6 tenien una cambra, 34 en tenien dues, 106 en tenien tres, 386 en tenien quatre i 715 en tenien cinc o més. 1.099 habitatges disposaven pel capbaix d'una plaça de pàrquing. A 396 habitatges hi havia un automòbil i a 809 n'hi havia dos o més.

### Piràmide de població
La piràmide de població per edats i sexe el 2009 era:
| Homes | Edats   | Dones |
| ----- | ------- | ----- |
| 0     | 95 o +  | 4     |
| 4     | 90 a 94 | 4     |
| 8     | 85 a 89 | 0     |
| 8     | 80 a 84 | 8     |
| 28    | 75 a 79 | 24    |
| 24    | 70 a 74 | 32    |
| 16    | 65 a 69 | 36    |
| 52    | 60 a 64 | 28    |
| 52    | 55 a 59 | 64    |
| 140   | 50 a 54 | 84    |
| 164   | 45 a 49 | 180   |
| 140   | 40 a 44 | 128   |
| 124   | 35 a 39 | 168   |
| 72    | 30 a 34 | 92    |
| 48    | 25 a 29 | 60    |
| 120   | 20 a 24 | 80    |
| 140   | 15 a 19 | 116   |
| 124   | 10 a 14 | 136   |
| 108   | 5 a 9   | 100   |
| 72    | 0 a 4   | 80    |

## Economia
El 2007 la població en edat de treballar era de 2.481 persones, 1.907 eren actives i 574 eren inactives. De les 1.907 persones actives 1.814 estaven ocupades (948 homes i 866 dones) i 93 estaven aturades (36 homes i 57 dones). De les 574 persones inactives 213 estaven jubilades, 247 estaven estudiant i 114 estaven classificades com a «altres inactius».

### Ingressos
El 2009 a Chanceaux-sur-Choisille hi havia 1.266 unitats fiscals que integraven 3.622,5 persones, la mediana anual d'ingressos fiscals per persona era de 20.072 €.

### Activitats econòmiques
Dels 131 establiments que hi havia el 2007, 3 eren d'empreses extractives, 3 d'empreses alimentàries, 3 d'empreses de fabricació de material elèctric, 8 d'empreses de fabricació d'altres productes industrials, 21 d'empreses de construcció, 18 d'empreses de comerç i reparació d'automòbils, 6 d'empreses de transport, 7 d'empreses d'hostatgeria i restauració, 2 d'empreses d'informació i comunicació, 5 d'empreses financeres, 10 d'empreses immobiliàries, 14 d'empreses de serveis, 19 d'entitats de l'administració pública i 12 d'empreses classificades com a «altres activitats de serveis».
Dels 42 establiments de servei als particulars que hi havia el 2009, 1 era una oficina de correu, 4 tallers de reparació d'automòbils i de material agrícola, 2 paletes, 7 guixaires pintors, 3 fusteries, 5 lampisteries, 3 electricistes, 6 perruqueries, 1 agència de treball temporal, 4 restaurants, 4 agències immobiliàries i 2 salons de bellesa.
Dels 7 establiments comercials que hi havia el 2009, 2 eren fleques, 1 una fleca, 3 botigues d'equipament de la llar i 1 una botiga d'electrodomèstics.
L'any 2000 a Chanceaux-sur-Choisille hi havia 18 explotacions agrícoles que ocupaven un total de 1.341 hectàrees.

## Equipaments sanitaris i escolars
L'únic equipament sanitari que hi havia el 2009 era una farmàcia.
El 2009 hi havia 1 escola maternal i 1 escola elemental.

## Poblacions més properes
El següent diagrama mostra les poblacions més properes.